# The Offspring (Album)
The Offspring (engl. für: „der Nachwuchs“) ist das Debütalbum der gleichnamigen US-amerikanischen Punkrock-Band The Offspring. Es wurde am 15. Juni 1989 über das Independent-Label Nemesis Records veröffentlicht.

## Hintergrund
Nachdem sich die Band 1984 gründete, erste Demoaufnahmen machte und 1986 das Lied I’ll Be Waiting veröffentlichte, nahmen The Offspring 1989 ihr Debütalbum auf. Von dem Tonträger wurden 5000 Exemplare gepresst, von denen sich zur Erscheinungszeit etwa 3000 Stück verkauften.

## Produktion
Das Album wurde von dem Musikproduzent Thom Wilson produziert und in den South Coast Recording Studios in Santa Ana, Kalifornien aufgenommen.

## Covergestaltung
Das Albumcover der ursprünglichen Version zeigt eine Schwarz-weiß-Zeichnung von  Marc Rude. Dargestellt ist eine männliche Person, deren Bauch aufplatzt und aus dem ein alienartiges Wesen, das eine Gitarre in der Hand hält, schlüpft. Rechts unten im Bild befindet sich der schwarze Schriftzug the Offspring. Das Cover der Wiederveröffentlichung von 1995 ist größtenteils dunkel gehalten und zeigt verschwommen eine alienartige Gestalt. Am oberen Bildrand steht groß in gelb-grünen Buchstaben The Offspring.

## Titelliste
1. Jennifer Lost the War – 2:36
2. Elders – 2:10
3. Out on Patrol – 2:33
4. Crossroads – 2:48
5. Demons – 3:10
6. Beheaded – 2:52
7. Tehran – 3:06
8. A Thousand Days – 2:11
9. Blackball – 3:24
10. I’ll Be Waiting – 3:12
11. Kill the President – 3:21 (auf Neupressungen seit 2001 nicht mehr enthalten)

## Singles
| Professionelle Bewertungen | Professionelle Bewertungen |
| -------------------------- | -------------------------- |
| Kritiken                   |                            |
| Quelle                     | Bewertung                  |
| allmusic                   | [ 5 ]                      |

Bereits im Jahr 1986 wurde der Song I’ll Be Waiting mit der B-Seite Blackball in einer Auflage von 1000 Exemplaren als Single veröffentlicht. Für das Album wurden beide Lieder neu eingespielt.

## Wiederveröffentlichung
1995 wurde das Album mit verändertem Cover über Nitro Records, dem Label von Dexter Holland, wiederveröffentlicht. Auf den Neupressungen seit dem Jahr 2001 ist auf Eigeninitiative der Band das Lied Kill the President nicht mehr enthalten.